# Choristoneura expansiva
Choristoneura expansiva es una especie de polilla del género Choristoneura, tribu Archipini, subfamilia Tortricinae. Fue descrita científicamente por Wang & Yang en 2008.

## Distribución
Se distribuye por Asia: China.